# Куштия
Куштия или Куштиа(бенг. কুষ্টিয়া) — город и муниципалитет на западе Бангладеш, административный центр одноимённого округа. Муниципалитет был основан в 1969 году. Площадь города равна 13,31 км². По данным переписи 2001 года, в городе проживало 86 066 человек, из которых мужчины составляли 51,34 %, женщины — соответственно 48,66 %. Плотность населения равнялась 6466 чел. на 1 км². Уровень грамотности взрослого населения составлял 64,1 % (при среднем по Бангладеш показателе 43,1 %).